# Brandy (You’re a Fine Girl)
«Brandy (You’re a Fine Girl)» — песня американской поп-рок-группы Looking Glass с их дебютного альбома Looking Glass.

## Сюжет
В текстах рассказывается о Брэнди, барменше в оживленном портовом городке, который обслуживает «сотню кораблей в день». Хотя одинокие моряки флиртуют с ней, она тоскует по тому, кто давно её покинул, потому что он утверждал, что его жизнь, его любовь и его дама были «морем».
Городской миф о том, что бренди был основан на незамужней старой деве из Нью-Брансуика в Нью-Джерси Мэри Эллис , был опровергнут самим Лурье.
Лурье был в восторге от более глубокого смысла, придаваемого песне, когда она попала в саундтрек фильма Стражи Галактики. Часть 2.

## Выпуск
В феврале 1972 года Роберт Мандель был менеджером по продвижению Epic Records в Вашингтоне, округ Колумбия. Он получил тестовый тираж альбома Looking Glass, а затем новой группы. Он прошел тест, связавшись с каждой радиостанцией в регионе Вашингтон/Балтимор. В то время WPGC AM / FM входила в число 40 ведущих радиостанций страны и была радиостанцией номер один в Вашингтоне. Харв Мур был директором программы и поставил песню на одночасовую ротацию на два дня, и, как в то время рассказывал Мур, «коммутатор загорелся, как рождественская елка». Он сказал, что никогда не получал такого отклика на пластинку за 15 лет работы на радио.
Основываясь на трансляции на WPGC и всех последующих станциях из топ-40, Epic срочно выпустила сингл «Brandy». Основываясь только на запросах, две недели спустя, когда сингл наконец попал в магазины, «Brandy» занял первое место в округе Колумбия ещё до начала официальных продаж. Другие радиостанции по всей стране начали его крутить, и в итоге он стал миллионным тиражом. Год спустя, когда Мур отпраздновал свое 10-летие в WPGC, Looking Glass вернули должок и сыграли на вечеринке, которую радиостанция устроила в его честь.

## Влияние
После выхода песни в 1972 году популярность «Брэнди» как женского имени в Соединенных Штатах возросла. Согласно данным Управления социального обеспечения, Бренди занимала 353-е место по популярности в 1971 году, 140-е место в 1972 году и 82-е место в 1973 году (первый полный год после популярности песни)..
Песня Барри Манилоу 1974 года «Mandy» была кавер-версией «Brandy», выпущенной в феврале 1972 года Скоттом Инглишем; однако Манилоу сменил название после успеха песни Looking Glass.
Участник группы KISS Пол Стэнли в мемуарах 2014 года Face the Music: A Life Exposed писал, что «Бренди» вдохновил группу на создание хита 1976 года «Hard Luck Woman»
Песня 2005 года «Same Old 45» Сары Борджес с альбома Silver City пересказывает историю Брэнди с точки зрения девушки.

## В культуре
- Фильмы Скажи что-нибудь, Ангелы Чарли, Настоящий гений, Семейка Брейди 2, Роскошная жизнь, Стражи Галактики. Часть 2
- Сериалы Прослушка[7], Озарк («The Gold Coast»), Critical Role (Campaign 2, Episode 20), Лучше звоните Солу («Breaking Bad»), Симпсоны (Principal Charming)
- Реклама (телевизионный ролик Ford F150 2019 года)
- Роман Стивена Кинга Почти как «бьюик»

## Технические данные
- Эллиот Лурье — гитары, вокал
- Ларри Гонски — клавишные, вокал
- Питер Свевал — бас, вокал, колокольчик
- Джефф Гроб — Ударная установка
- Ларри Фэллон — аранжировки духовых

## Чарты
| Чарт (1972)                   | Наивысшее место |
| ----------------------------- | --------------- |
| Австралия                     | 10              |
| Канада (RPM Top Singles)      | 1               |
| Новая Зеландия (Listener)     | 5               |
| Южная Африка                  | 14              |
| Великобритания                | 51              |
| U.S. Billboard Hot 100        | 1               |
| U.S. Billboard Easy Listening | 7               |
| U.S. Cashbox                  | 1               |

| Chart (1972)            | Rank |
| ----------------------- | ---- |
| Австралия               | 75   |
| Канада                  | 16   |
| США (Billboard Hot 100) | 12   |
| США (Cash Box)          | 9    |

## Сертификации
| Регион | Сертификация | Продажи    |
| --- | ------------ | ---------- |
| Великобритания (BPI) | Серебряный   | 200 000    |
| США (RIAA) | Золотой      | 1 000 000^ |
| ^ Данные о тиражах приведены только на основе сертификации. · Данные о продажах + прослушиваниях приведены только на основе сертификации. |              |            |